# Katherine MacLean
Katherine Anne MacLean (Glen Ridge, Nueva Jersey, Estados Unidos, 2 de enero de 1925-1 de septiembre de 2019) fue una escritora estadounidense de ciencia ficción. Junto con Leigh Brackett, Marion Zimmer Bradley y Judith Merril, entre otras, fue una de las escritoras que estableció presencia en la ciencia ficción de la primera mitad del siglo XX.

## Biografía
MacLean nació el 22 de enero de 1925 en Glen Ridge, Nueva Jersey (Estados Unidos), hija del ingeniero Gordon MacLean y Ruth Crawford. Estudió en el Barnard College de Nueva York, donde se graduó en letras (B.A.). Posteriormente realizó estudios de postgrado en psicología. Antes de convertirse en escritora trabajó de técnica en el laboratorio químico de una empresa alimentaria. Enseñó escritura y literatura en la universidad, y trabajó como editora y reseñista. También desempeñó otras ocupaciones durante su vida, entre ellas las de técnica de electrocardiogramas, ayudante de enfermería, fotógrafa, encuestadora, publicista y detective de tiendas.
Estuvo casada con Charles Dye entre 1951 y 1953, cuyo nombre utilizó como seudónimo para algunas de sus primeras historias. Posteriormente contrajo matrimonio con David Mason (1956-1962), con el que tuvo un hijo y finalmente con Carl West.
MacLean falleció el 1 de septiembre de 2019 a la edad de 94 años.

## Carrera literaria
En 1947 envió su primer relato de ficción, titulado Incommunicado, al entonces editor de la revista Astounding Science Fiction John W. Campbell; lo hizo bajo el nombre de K. MacLean, por temor a que su trabajo fuera rechazado al saberse que lo había escrito una mujer. Campbell quería publicar el texto, por lo que le pidió MacLean que acortara la historia. Según le relató después a Eric Leif Davin, el editor asociado de Astounding L. Jerome Stanton tuvo que convencerla de que Campbell no la estaba engañando pidiéndole continuas revisiones por no estar dispuesto a publicar una historia de una mujer. A la postre, Campbell le compró tres de sus primeras historias y las publicó bajo su nombre completo.
La primera de estas historias, y la primera en la carrera de MacLean, fue Defense Mechanism, que apareció en el número de octubre de 1949 de Astounding Science Fiction. Las otras dos serían And Be Merry... (Astounding, febrero de 1950) e Incommunicado (Astounding, junio de 1950). MacLean siguió publicando ficción breve durante el resto de la década de 1950, tanto en Astounding como en la competidora Galaxy, produciendo la mayor parte de sus más de 40 obras durante ese periodo. Su relato Second Game (Astounding, marzo de 1958), escrito en colaboración con Charles V. De Vet fue finalista en 1959 al premio Hugo al mejor relato. Lo más destacado de la producción de esta época fue recopilado en su colección The Diploids and Other Flights of Fancy (Avon Books, 1962). El resto de su ficción breve ha sido recopilada en las colecciones The Trouble with You Earth People (1980) y Science Fiction Collection (2016).
En 1962 MacLean escribió su primera novela titulada Cosmic Checkmate, escrita también en colaboración con De Vet. Más tarde la expandiría y publicaría bajo el título de Second Game (1981).
En 1971, MacLean ganó el premio Nébula a la mejor novela corta por The Missing Man.
Durante la década de 1970, MacLean publicó tres novelas. La primera de ellas fue The Man in the Bird Cage (1971). En 1975 publicó una versión ampliada de la premiada The Missing Man, que conseguiría ser finalista en los premios Nébula en la categoría de mejor novela. La tercera novela fue Dark Wing (1979), escrita junto a su marido Carl West.
En 2003, la Asociación de escritores de ciencia ficción y fantasía de Estados Unidos le otorgó un premio especial Author Emeritus en reconocimiento a su carrera literaria. En 2011, MacLean recibió el premio Cordwainer Smith.

## Obras

### Novelas
- Cosmic Checkmate (1962); junto con Charles V. De Vet
- The Man in the Bird Cage (1971)
- Missing Man (1975)
- Dark Wing (1979); junto con Carl West
- Der Esper und die Stadt (1982)

### Series de ficción
- Kalin Trobt
  - Second Game (1958) con Charles V. De Vet
  - Second Game (1981) con Charles V. De Vet

### Colecciones
- The Diploids (1962), que incluye The Diploids —conocida también como Six Fingers—, Feedback, Pictures Don't Lie, Incommunicado, The Snow Ball Effect, Defense Mechanism y And Be Merry —conocida también como The Pyramid in the —.
- The Trouble With You Earth People (1980), que incluye The Trouble with You Earth People, The Gambling Hell and the Sinful Girl, Syndrome Johnny, Trouble with Treaties —con Tom Condit—, The Origin of the Species, Collision Orbit, The Fittest, These Truths, Contagion, Brain Wipe y The Missing Man.

### Ficción corta
- Defense Mechanism (1949)
- And Be Merry . . . (1950) que apareció también como The Pyramid in the Desert (1950) y And Be Merry (1950)
- Incommunicado (1950)
- Contagion (1950)
- The Fittest (1951)
- High Flight (1951)
- Feedback (1951)
- Syndrome Johnny (1951)
- Pictures Don't Lie (1951)
- Communicado (1952)
- The Man Who Staked the Stars (1952)
- The Snowball Effect (1952)
- The Origin of the Species (1953)
- Games (1953)
- The Diploids (1953) que apareció también como The Diploids—Die, Freak (1953)
- The Natives (1953)
- Where or When? (1953)
- Gimmick (1953)
- The Carnivore (1953)
- Web of the Worlds (1953) con Harry Harrison
- Collision Orbit (1954)
- The Prize (1955) con Michael Porjes
- These Truths (1958)
- Web of the Norns (1958) con Harry Harrison
- Unhuman Sacrifice (1958)
- Trouble with Treaties (1959) con Tom Condit
- Interbalance (1960)
- Six Scenes in Search of an Illustration (1963) con Fritz Leiber, John Pocsik, Michael Moorcock, Dick Eney y L. Sprague de Camp
- The Other (1966)
- The Trouble with You Earth People (1968)
- Perchance to Dream (1970)
- Echo (1970)
- Brain Wipe (1973)
- Small War (1973)
- Chicken Soup (1973) con Mary Kornbluth
- The Gambling Hell and the Sinful Girl (1975)
- Night-Rise (1978)
- Canary Bird (1978)
- The Olmec Football Player (1980)
- Planet Virt (1994)
- Isaac My Son (1994) con Carl West
- The Kidnapping of Baroness 5 (1995)
- Kiss Me (1997)